# Drosophila atripex
Drosophila atripex este o specie de muște din genul Drosophila, familia Drosophilidae, descrisă de Bock și Wheeler în anul 1972. Conform Catalogue of Life specia Drosophila atripex nu are subspecii cunoscute.